# Apple One
Apple One é um serviço de assinatura que reúne serviços como Apple Music, Apple TV+, Apple Arcade, ICloud e Apple Fitness+ em uma assinatura, o serviço foi criado e desenvolvido pela Apple.

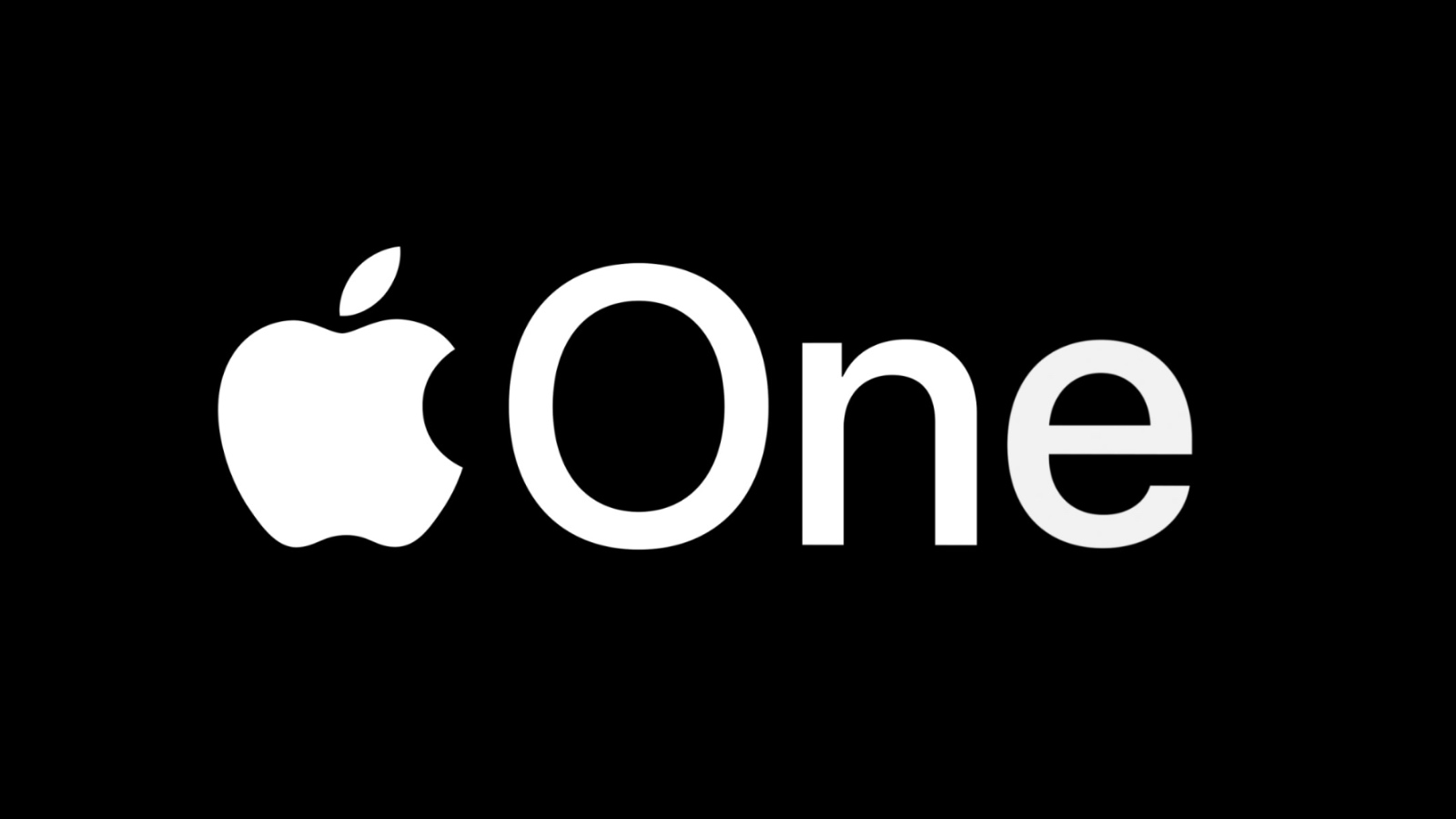
Logo do Apple One

O serviço foi apresentado em setembro de 2020 no evento oficial da Apple e lançado em outubro de 2020 pela Apple. Inclui 3 assinaturas, a individual, familiar e premier. No plano familiar, os indivíduos estão limitados até seis pessoas da família que podem compartilhar acesso do serviço em suas contas Apple ID, incluindo Apple Music, Apple TV+ e Apple Arcade, com 200 GB de armazenamento no iCloud. No individual se limita até uma pessoa, e o armazenamento é de 50 GB. Já o plano premier disponibiliza Apple Music, Apple TV+, Apple Arcade, Apple Fitness+ e mais 2TB de armazenamento. Nos Estados Unidos, Austrália, Reino Unido e Canadá, o plano premier também possui o Apple News+.